# Brother Firetribe
Brother Firetribe – fiński zespół uformowany w 2002 roku. Nazwa zespołu jest tłumaczeniem na język angielski imienia i nazwiska fińskiego tenisisty Veli Paloheimo.
Sami twórcy swoją muzykę określają jako „easy going” (łatwy, luzacki) rock. Na początku grupa nosiła nazwę False Metal, nazwa jednak została zmieniona, natomiast ówczesna została przypisana ich pierwszemu krążkowi.

## Skład
- Pekka Ansio Heino (Leverage) – wokal
- Emppu Vuorinen (Nightwish) – gitara
- Jason Flinck – bass, chórki
- Tomppa Nikulainen – keyboard
- Kalle Torniainen – perkusja

## Albumy
- False Metal (2006)
- Heart Full Of Fire (2008)
- Diamond In The Firepit (2014)
- Sunbound (2017)

## Single
- One Single Breath (2006)
- I’m on Fire (Brother Firetribe song) (2006)
- I Am Rock (2007)
- Runaways (2008)
- Heart Full Of Fire... And Then Some (2008)
- For Better Or For Worse (2014)
- Taste of a Champion (2016)
- Rock in the City (2020)